# De kaart
De kaart is een hoorspel van Frank Herzen. De NCRV zond het uit op zondag 20 januari 1974, van 22:05 uur tot 22:50 uur. De regisseur was Ab van Eyk.

## Rolbezetting
- Bert van der Linden (Korzelius, ambtenaar)
- Jeanne Verstraete (Dieuwertje, zijn vrouw)
- Naomi Duveen (Hansje, hun dochter)
- Cees van Ooyen (De Braay, ambtenaar)
- Lex Schoorel (Knoop, ambtenaar)
- Peter Aryans (Mr. Pieter Goudsbloem, burgemeester)
- Floor Koen (Portaal, bode)

## Inhoud
Dit hoorspel zet twee mensen tegen elkaar op: Korzelius, op en top een ambtenaar, en Knoop, hoewel ook werkzaam op de Afdeling Bevolking eigenlijk het tegendeel van een bureaucraat. De kaart, waarop alle gegevens over personen staan vermeld, is voor Korzelius uiterst belangrijk: "Idiote kaarten, zei u? Die idiote kaarten, meneer Knoop, betekenen een systeem. Ze zijn een noodzaak. Ik denk dat het zonder die idiote kaarten een pracht van een chaos zou zijn!" Het komt in het spel tot een wending wanneer Korzelius hoort dat zijn kaart zoek is. Hij probeert ze wanhopig op te sporen, voelt zich door het verlies ervan in zijn bestaan bedreigd. Hij windt zich bij het zoeken steeds erger op: "De kaart kan niet weg zijn… Mijn systeem is volmaakt. Ze zullen me aanvallen… Allemaal… Iedereen…" Wanneer zijn wanhopige opsporingspogingen niet het gewenste resultaat opleveren, bedenkt ambtenaar Korzelius een oplossing: hij maakt een nieuwe kaart. Hij stuit daarbij op een onmogelijkheid: er kan geen nieuwe kaart gemaakt worden zonder dat de oude is vernietigd. Dan blijkt dat hij zichzelf zozeer met de oude kaart heeft vereenzelvigd, dat er voor hem maar één oplossing overblijft…